# 코파 델 레이 후베닐 데 푸트볼
코파 델 레이 후베닐 데 푸트볼(스페인어: Copa del Rey Juvenil de Fútbol)는 스페인에서 매년 열리는 유소년 축구 대회로, 디비시온 데 오노르 후베닐 데 푸트볼의 32개 구단들이 참가한다. 1951년에 설립되었으며, 스페인 왕립 축구 연맹가 주최한다.
1. ↑  “El Atlético busca el triplete ante el Real Madrid”. 《www.mundodeportivo.com》. Mundo Deportivo. 2018년 7월 5일에 확인함.